# آرثر كيرلي
آرثر كيرلي (بالإنجليزية: Arthur Curley)‏ هو أمين مكتبة أمريكي، ولد في 22 يناير 1938 في بوسطن في الولايات المتحدة، وتوفي بنفس المكان في 31 مارس 1998.